# Buchans Airport
Buchans Airport är en flygplats i Kanada.   Den ligger i provinsen Newfoundland och Labrador, i den östra delen av landet, 1 500 km öster om huvudstaden Ottawa. Buchans Airport ligger 274 meter över havet. Den ligger vid sjön Buchans Lake.
Terrängen runt Buchans Airport är huvudsakligen platt, men söderut är den kuperad. Trakten runt Buchans Airport är nära nog obefolkad, med mindre än två invånare per kvadratkilometer.. Närmaste större samhälle är Buchans, 3,0 km sydväst om Buchans Airport.